# Cenușă și diamant (film)
Cenușă și diamant (titlul original: în poloneză Popiól i diament) este un film de război dramatic polonez, realizat în 1958 de regizorul Andrzej Wajda, după romanul omonim a scriitorului Jerzy Andrzejewski, protagoniști fiind actorii Zbigniew Cybulski, Ewa Krzyżewska și Wacław Zastrzeżyński. 

## Preambul
Atât titlul romanului cât și al filmului se referă la versurile poeziei „În culise” a poetului polonez Cyprian Norwid din care Andrzejewski a ales două strofe ca motto. 
În film, în timpul plimbării celor doi protagoniști printre ruinele bisericii, Krystyna descoperă pe o piatră funerară acest epitaf pe care îl citește lui Maciek:
Scântei și flăcări, o torță aprinsă

Azi între zări necontenit!

Dar cine știe, libertate nestinsă

Câștigi, ori pierzi ce-ai cucerit?

Cenușa doar, pierdută în neant,

Iți va fi urma, sau va mai rămâne

Să ardă-n spuză viu un diamant

Stea vestitoare-a zorilor de mâine?
Norwid: În culise

## Conținut
Este 8 mai 1945, într-o mică localitate din Polonia. Nemții tocmai au capitulat în această zi iar cel de-al Doilea Război Mondial a luat sfârșit în Europa. Maciek, Andrzej superiorul lui și Drewnowski sunt soldați ai Armatei Teritoriale poloneze. După lupta împotriva armatei ocupante germane, acuma ei luptă împotriva comuniștilor, care încearcă să preia puterea. Astfel, ei au primit ordin să-l asasineze pe Szczuka, secretarul regional de partid. Prima lor încercare a dat greș, în locul lui Szczuka, au omorât doi civili nevinovați. 
În hotelul „Monopol”, tocmai se organizează o mare festivitate în cinstea viitorului ministru și a primarului localității. Maciek împreună cu Andrzej își deapănă amintirile din lupta lor comună împotriva naziștilor. În timp ce stau la bar, Maciek și Andrzej ascultă cum ceilalți cântă „Czerwone maki na Monte Cassino” (Maci roșii pe Muntele Cassino) și sunt copleșiți de amintirea camarazilor căzuți. În memoria lor, Maciek flambează conform tradiției, câteva pahare de rachiu și beau câte un pahar în cinstea lor. În acest timp Drewnowski, celălalt camarad care este secretarul primarului, supraveghează pregătirile serbării. Maciek începe să flirteze cu barmanița Krystyna, care acceptă o întâlnire cu el.  
Andrzej primește ordin de la comandant, să ducă la capăt atentatul, deoarece scopul era împiedicarea comuniștilor de a ajunge la putere. Eliminarea secretarului de partid trebuie să o facă Maciek deoarece Andrzej trebuie să plece, să îl înlocuiască pe comandantul Wilk a cărui trupă anticomunistă a fost capturată de armată iar el a căzut în luptă. Întâmplător Maciek aude la recepția hotelului că Szczuka este cazat în camera vecină cu a sa. În timp ce își pregătea pistolul pentru săvârșirea crimei, bate la ușă Krystyna, de care uitase. 
Szczuka își caută fiul Marek la cumnata sa Katarzyna, care în timpul cât el a fost în Uniunea Sovietică, l-a crescut. Cumnata, care nu simpatiza deloc cu comuniștii, nu îi dezvăluie unde l-ar putea găsi. Mai târziu află de la un camarad de al său care era ofițer de securitate, că acesta a fost arestat împreună cu grupul de rezistență a lui Wilk. În acest timp banchetul era deja în toi.
Maciek se simte tot mai mult atras de Krystyna și fiind amândoi singuri, legătura lor se transformă în dragoste. Când amândoi merg să se plimbe printre ruinele orașului care a fost bombardat de nemți ca răzbunare pentru revolta din Varșovia, Maciek îi mărturisește că și el a luat parte la răzvrătire și a făcut „canalul”, dar acum ar dori să aibă în sfârșit o viață liniștită. Ajung la o biserică bombardată, unde Krystyna descoperă pe un perete o poezie de Norwid iar Maciek vede cadavrele celor doi civili uciși de el, depuse în capelă. Amintindu-și de misiunea sa, pleacă să o îndeplinească fără convingere, cu dezgust. În oraș îl întâlnește pe Szczuka și îl împușcă, moment în care încep focurile de artificii în cinstea terminării războiului.
Petrecerea se termină și lumea veselă și cherchelită, în frunte cu primarul pleacă într-un cortegiu grotesc dansând poloneză. Andrzej pleacă și el cu o mașină, descotorosindu-se dur de Drewnowski și fără să îl aștepte pe Maciek căruia îi promisese că îl va lua cu el. Maciek văzând aceasta, dezamăgit și derutat se ciocnește de o patrulă a armatei, care îl somează, dar refuză să se oprească și fuge încercând să scape...

## Distribuție
- Zbigniew Cybulski – Maciek Chełmicki
- Ewa Krzyżewska – Krystyna Rozbicka
- Wacław Zastrzeżyński – Szczuka
- Adam Pawlikowski – Andrzej
- Bogumił Kobiela – Drewnowski, secretarul primarului - ministrului
- Jan Ciecierski – Portier
- Stanisław Milski – Pieniążek, reprezentant al presei democratice
- Artur Młodnicki – Kotowicz
- Halina Kwiatkowska – Staniewiczowa
- Ignacy Machowski – maiorul Florian, „Waga”
- Zbigniew Skowroński – Słomka, maestrul de ceremonie
- Barbara Krafftówna – Stefka
- Aleksander Sewruk – Święcki, ministrul
- Zofia Czerwinska – Lili, chelnerița de la bar
- Wiktor Grotowicz – Franek Pawlicki
- Irena Orzecka – Jurgieluszka
- Halina Siekierska – Puciatycka
- Grażyna Staniszewska – Hanka Lewicka, cântăreață
- Jerzy Adamczyk – Wrona, maiorul rus
- Adolf Chronicki – Podgórski
- Mieczysław Łoza – Smolarski
- Tadeusz Kalinowski – Wejchert
- Józef Pieracki – Puciatycki
- Ryszard Pietruski – un muncitor de la fabrica de ciment

## Primire
În sondajul din 2015 realizat de Muzeul Polonez al Cinematografiei din Łódź, Pământul făgăduinței a fost considerat al treilea cel mai bun film polonez din toate timpurile.

### Premii și nominalizări
- 1959 Festivalul de film din Veneția
  - Premiul FIPRESCI pentru Andrzej Wajda
- 1960 Premiile BAFTA
  - Nominalizare cel mai bun film pentru Andrzej Wajda
  - Nominalizare cel mai bun actor străin pentru Zbigniew Cybulski
- 1960 Ewa Krzyżewska primește în Franța Étoile de Cristal pentru cea mai bună actriță străină

## Lansare
Filmul Cenușă și diamant a avut premiera în Polonia pe data de 3 octombrie 1958.
În România premiera filmului a avut loc la data de 16 octombrie 1967 la cinematograful „Central” din capitală.

## Literatură
- Andrzejewski, Jerzy, Cenușă și diamant, tradus de Nina Grigorescu, București, 1968: Editura pentru Literatura Universală, p. 310